# パトリシア・ハースト

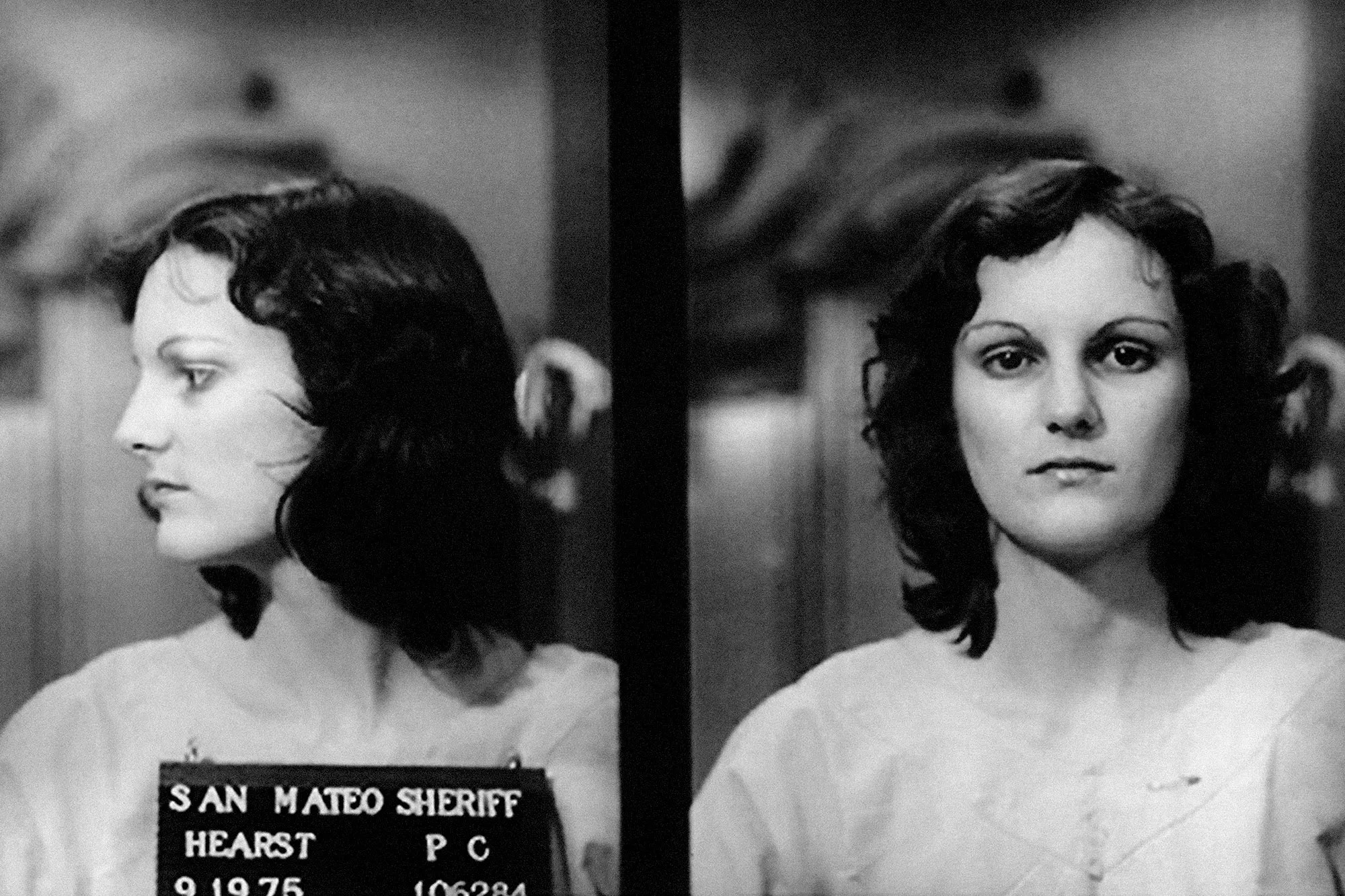
逮捕時のマグショット

パトリシア・ハースト（Patricia Hearst、1954年2月20日 - ）は、アメリカの女優。新聞王ウィリアム・ランドルフ・ハーストの孫娘。1974年に発生した「パトリシア･ハースト誘拐事件」に関与したことで知られる。通称パティ・ハースト（Patty Hearst）。

## 経歴

### 生い立ち
1954年、サンフランシスコの新聞社『サンフランシスコ・エグザミナー』社長、ランドルフ・アパーソン・ハーストの三女として生まれる。裕福な環境の下、何不自由なく育つ。

### 誘拐事件

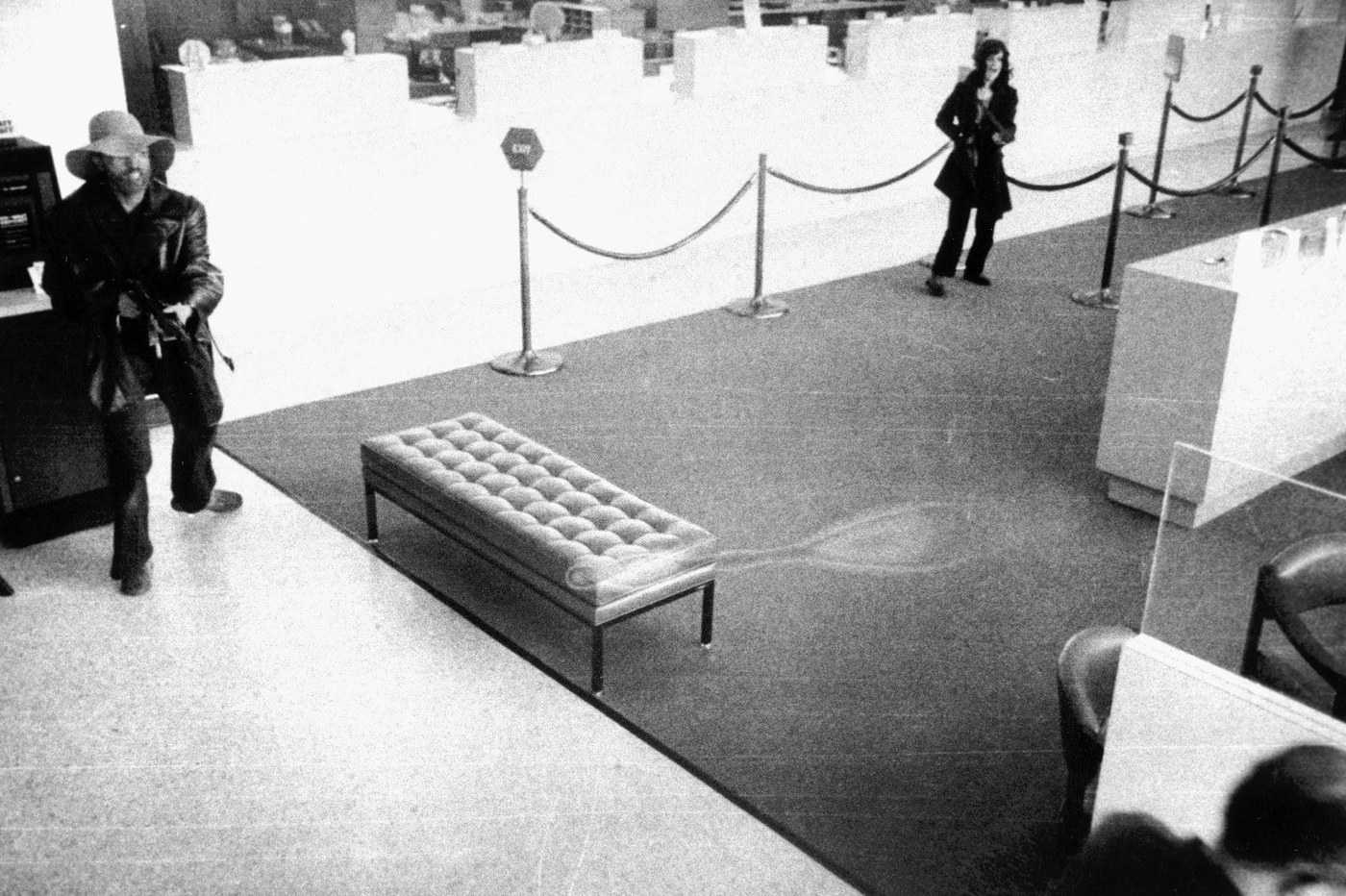
銀行の顧客に大声で命令するパトリシア・ハースト

1974年2月4日21時20分、当時19歳でカリフォルニア大学バークレー校2年生だったパトリシアは、家出して恋人と高級アパートに一緒にいたところを武装した2人組に襲われ、連れ去られる。その3日後、犯人グループである左翼過激派シンバイオニーズ解放軍（SLA）より地元ラジオ局のKPFAに犯行声明が届く。彼らはパトリシアの身柄を解放する代わりに、「カリフォルニア州の貧民6万人にそれぞれ70ドル分の食料を与える」ことを要求した。
同年4月15日、SLAのメンバーはサンフランシスコ北部にあるハイバーニア銀行サンセット支店を襲撃。この際、銀行の防犯カメラに誘拐されたはずのパトリシアが犯人グループと共にライフル銃を持って強盗を行っている様子が写る。この映像はマスコミを通じて広く報道され、全米は騒然となる。
同年5月17日、FBIがSLAのメンバーのアジトを急襲し、犯人6名を射殺する。パトリシアは他のメンバーと外出していたため、難を逃れ、そのまま逃亡する。6月7日、パトリシアは「タニア」という名を名乗り、ロサンゼルスの放送局に組織の同志になったことを宣言するカセットテープと写真を送りつける。このテープの内容は、「死を恐れず最後まで戦う」との声明の他に、親を「ファシストの豚」、婚約者を「セックスアニマル」と罵るもので、そのあまりにもショッキングな声明に全米は更に騒然となった。なお、このテープが公開された直後に婚約者はパトリシアとの婚約を破棄した。
翌1975年9月18日、サンフランシスコにてFBIがパトリシアを逮捕し、1年以上に及ぶ逃亡生活は終焉を迎えた。パトリシアは逮捕時に拳銃を突きつけられた恐怖から失禁してしまい、そのまま連れ去ろうとする警官にズボンの穿き替えを懇願し、男性警官の目の前で着替えを許された。

### 裁判
1976年2月に裁判が始まると、パトリシアは態度を豹変させて無罪を主張した。弁護士は逮捕時に失禁したことを挙げ、「最初から本気ではなく、殺されないために加入したふりをしたに過ぎなかった」と主張した。弁護団は彼女は洗脳されたのであって責任はSLAにあるとしたが、陪審員は洗脳説を認めず、事件の社会的影響を重んじて有罪とし、懲役35年の判決が下された。
しかし、複数の著名人が釈放の嘆願書を提出した結果、1976年9月24日、サンフランシスコ連邦地方裁判所は懲役7年の刑を言い渡した。その後、ジミー・カーター大統領による特別恩赦と保釈金150万ドルを支払うことで、わずか1年半の1977年1月19日に仮釈放された。

### 出所後
出所後は積極的に社交の場に登場し、事件に関するインタビューも進んで受けた。25歳の時に、当時彼女のボディガードをしていたサンフランシスコ市警の警官と結婚した。夫は現在、ハースト財団の警備を担当。2人の子供をもうけ、長女のジリアンは一族が経営するハースト社に勤め、次女のリディアはモデルとして活躍している。
1990年以降はジョン・ウォーターズ監督の映画に出演し、脇役を務めている。

## 映画
下記はすべてジョン・ウォーターズ監督作品
- クライ・ベイビー
- シリアル・ママ
- I love ペッカー
- セシル・B/ザ・シネマ・ウォーズ
- ア・ダーティ・シェイム

## 文化への影響
- S.W.A.T. (テレビドラマ) - シーズン2の第7話でハースト事件を模倣する事件が起きた。